# Каретник Сергій Володимирович
Сергій Володимирович Каретник (рос. Сергей Владимирович Каретник; нар. 14 лютого 1995, Лубни, Полтавська область, Україна) — російський та український футболіст, півзахисник української аматорської команди «Олімпія» (Савинці).

## Клубна кар'єра
Вихованець молодіжної академії київського «Динамо». Після цього Сергій переїхав до Росії та отримав російське громадянство. Перший матч у професійному футболі провів 31 жовтня 2013 року в складі краснодарської «Кубані». Це був матч 1/16 фіналу Кубку Росії 2013/14 проти рязанської «Зірки».
У січні 2014 року на правах оренди перейшов до складу донецького «Металурга». У футболці донецького клубу зіграв 1 матч.
24 квітня 2015 дебютував в основі «Кубані» в РФПЛ у матчі 25-го туру проти «Уфи» (3:2). 2 липня 2016 року підписав контракт з махачкалинським «Анжи».
13 лютого 2019 року став гравцем литовського клубу «Паланга».

## Кар'єра в збірній
У 2010—2011 роках зіграв 15 матчів за збірну України U-16.

## Особисте життя
Батько Сергія, Володимир Каретник, також був професійним футболістом й у 1990-их роках виступав у клубах Вищої ліги чемпіонату України «Зоря-МАЛС», МФК «Кремінь», «Прикарпаття» (Івано-Франківськ) та «Нива» (Тернопіль).